# Beeline
Beeline (tiếng Nga: Билайн) là thương hiệu của hãng viễn thông Nga, VimpelCom (tiếng Nga: ВымпелКом) có trụ sở tại Moskva..
PJSC VimpelCom là nhà mạng di động lớn thứ 3 tại Nga và nhà khai thác viễn thông lớn thứ hai. Nó có trụ sở tại Moskva. Kể từ năm 2009, PJSC VimpelCom đã là công ty con của VimpelCom Ltd., công ty đã trở thành Veon vào năm 2017. Nó có trụ sở tại Amsterdam. Các đối thủ cạnh tranh chính của VimpelCom tại Nga là Mobile TeleSystems, MegaFon và Tele2.
Dịch vụ thương mại được ra mắt dưới thương hiệu Beeline, một thương hiệu được Fabela phát triển vào cuối năm 1993 để phân biệt công ty là một công ty trẻ trung và vui vẻ, thay vì một công ty kỹ thuật. Tên này xuất phát từ thuật ngữ tiếng Anh "beeline", nghĩa là một đường thẳng nối giữa hai điểm.
VimpelCom đã tái khởi động Beeline với vòng tròn sọc đen và vàng đặc trưng hiện tại vào năm 2005 với chiến dịch gắn kết thương hiệu với các nguyên tắc về sự tươi sáng, thân thiện, hiệu quả, đơn giản và cảm xúc tích cực; với một khẩu hiệu mới "Живи на яркой стороне" (Sống ở phía tươi sáng). Chiến dịch đổi thương hiệu đã thành công rực rỡ và các nguyên tắc liên quan đến thương hiệu "chiếm được trái tim và khối óc", theo lời của công ty.

## Lịch sử

### Tại Nga

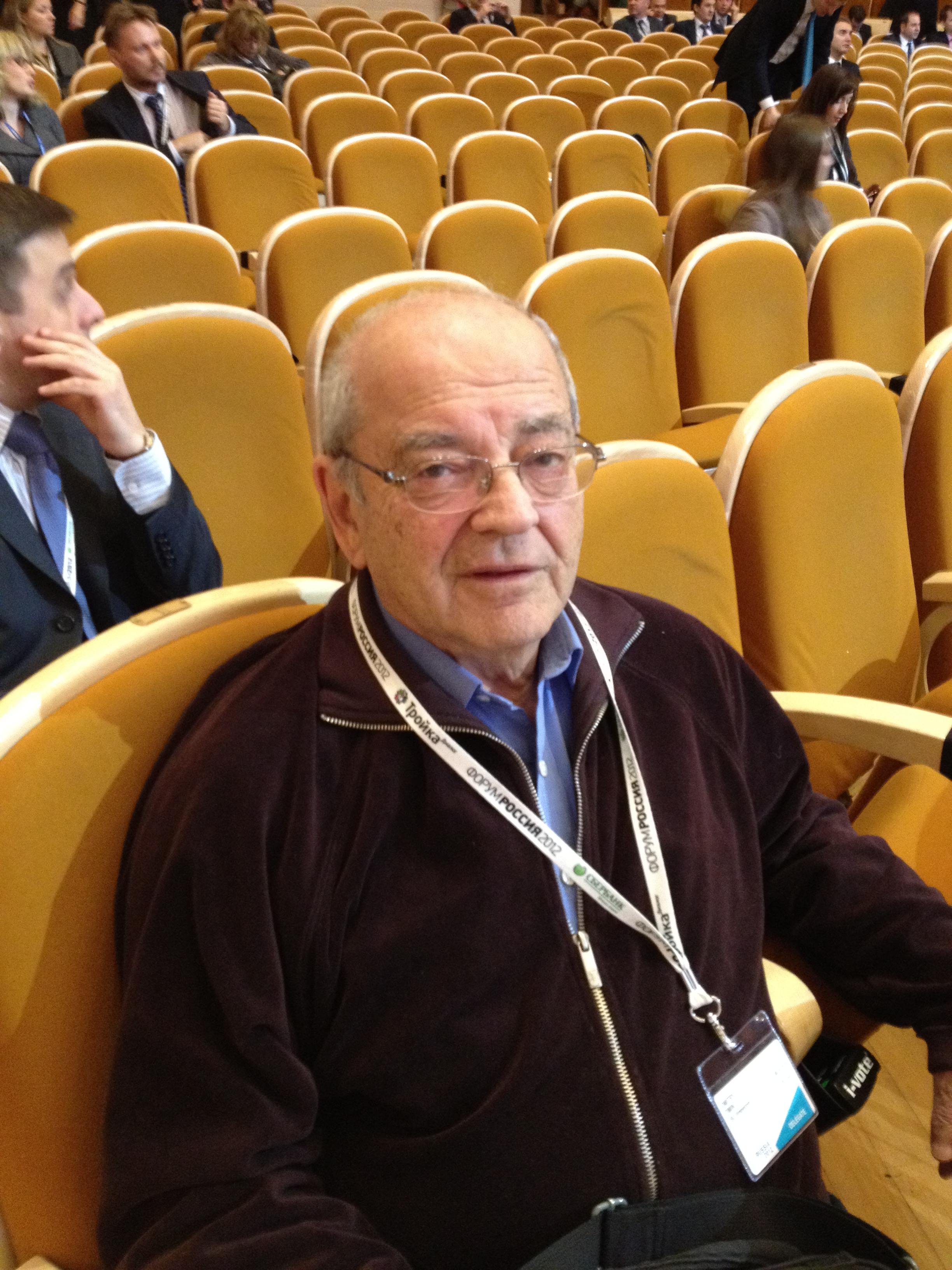
Dmitry Zimin, người sáng lập và chủ tịch danh dự

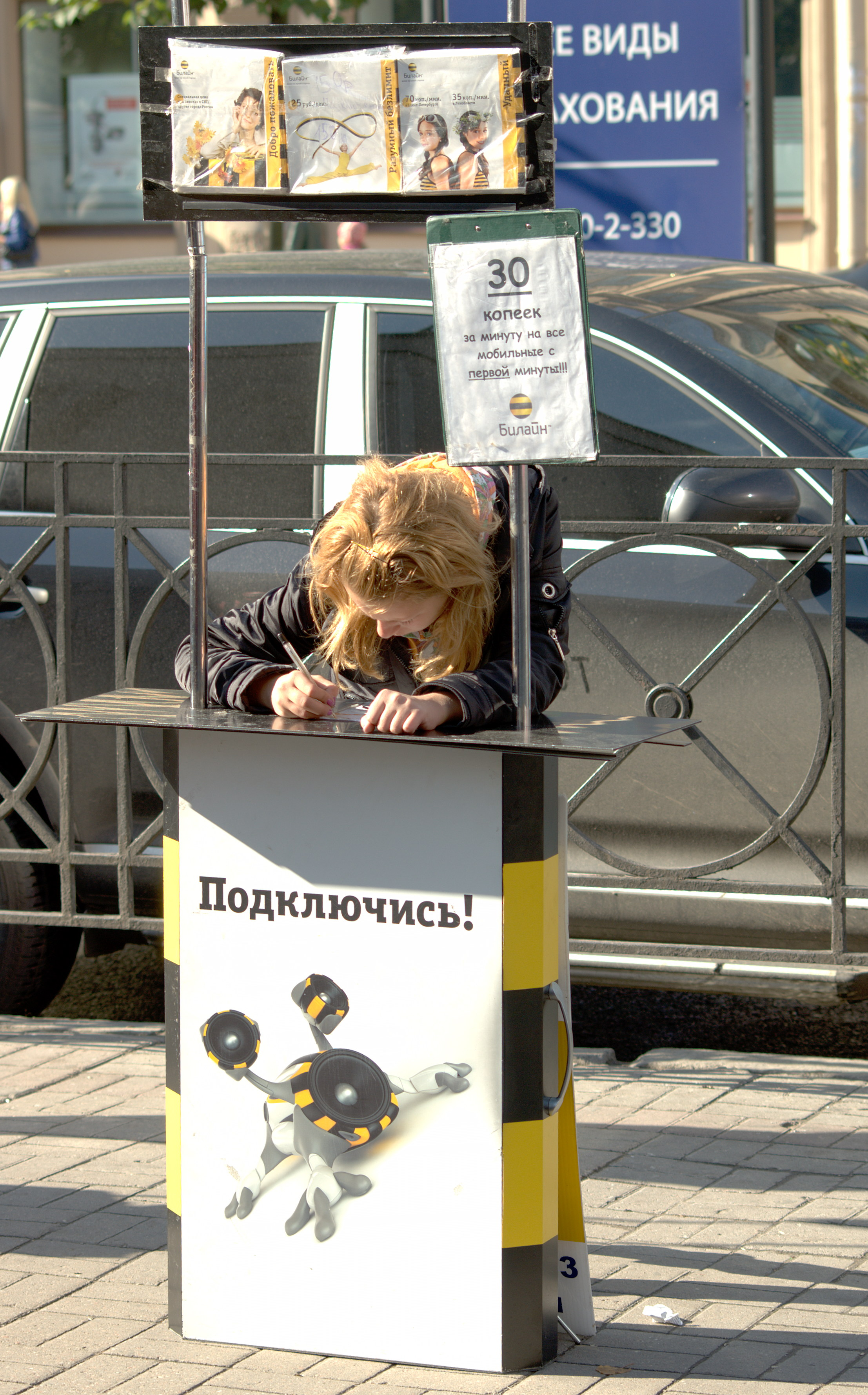
Branded street retail

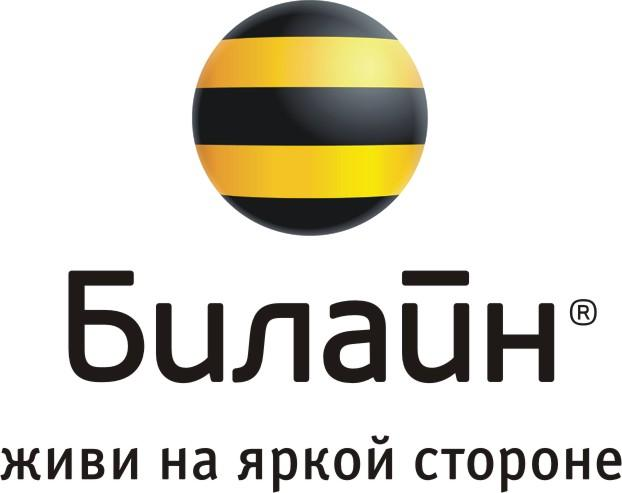
Logo tại Nga cùng với khẩu hiệu

OJSC VimpelCom thành lập năm 1992 và ban đầu vận hành mạng AMPS/D-AMPS tại khu vực Moscow. Năm 1996 nó trở thành công ty Nga đầu tiên niêm yết tại New York Stock Exchange (NYSE: VIP).
Năm 1997, công ty bắt đầu triển khai mạng GSM và năm 2001, công ty đã bắt đầu các mạng GSM trên khắp các khu vực của Nga, dần dần tăng sự hiện diện trong khu vực tới phần lớn lãnh thổ của Nga.
Tháng 11 năm 2005, OJSC VimpelCom đã tiến xa hơn ra nước ngoài với việc mua lại 100% Ukrainian RadioSystems, một nhà điều hành GSM bên lề của Ukraine hoạt động dưới thương hiệu Wellcom và Mobi. Thỏa thuận được bao quanh bởi một cuộc tranh cãi liên quan đến hai cổ đông lớn của VimpelCom: Alfa Group của Nga và Telenor, một tập đoàn viễn thông Na Uy.
Danh mục giấy phép hiện tại của công ty (tính đến tháng 7 năm 2008) bao gồm một lãnh thổ nơi 97% dân số Nga cư trú, cũng như 100% lãnh thổ của Kazakhstan, Ukraine, Uzbekistan, Tajikistan, Gruzia và Armenia. VimpelCom cũng có 49,9% cổ phần của Euroset, nhà bán lẻ di động lớn nhất ở Nga và Cộng đồng các Quốc gia Độc lập (SNG/CIS). Tháng 5/2010 VimpelCom sáp nhập với Kyivstar để thành lập VimpelCom Ltd., nhóm khai thác viễn thông lớn nhất tại SNG/CIS. Alexander Izosimov, CEO của OJSC VimpelCom, được bổ nhiệm làm chủ tịch.

### Ngoài nước Nga
Vào tháng 10 năm 2010, VimpelCom Ltd và Weather Investments (đứng đầu là Naguib Sawiris), đã tuyên bố kế hoạch của họ về "hình thành nên nhà cung cấp dịch vụ viễn thông di động lớn thứ năm trên thế giới trong một thỏa thuận trị giá hơn 6,5 tỷ đô la".
Ngày 17 tháng 3, các cổ đông của VimpelCom đã bỏ phiếu ủng hộ thỏa thuận trị giá 6 tỷ đô la để mua lại WIND Telecom, có tài sản bao gồm Orascom Telecom, một cổ đông quan trọng trong WIND Mobile. Giao dịch này sẽ tạo ra nhà điều hành di động lớn thứ năm trên thế giới với hơn 173 triệu thuê bao.
Ngày 16/11/2006, PJSC VimpelCom mua lại 90% cổ phần của ArmenTel CJSC nắm giữ bởi Hellenic Telecommunications Organization SA (OTE) với giá €341.9 triệu. VimpelCom cũng đã nhận các khoản nợ €40 triệu của ArmenTel. 10% cổ phần còn lại của công ty được chính phủ Armenia nắm giữ. Năm 2008 các dịch vụ thương mại của ArmenTel đã được đặt tên là Beeline, giống với các mạng hiện có của VimpelCom ở các nước khác.
Trong tháng mười một 2018 nó đã được quan sát thấy rằng Beeline sở hữu một dãy 1000 số với mã quốc gia +61, từ +61497906000 đến +61497906999. Thật không may, các số trong phạm vi này đã được sử dụng cho một lừa đảo Hỗ trợ kỹ thuật, đóng vai là Windows Help Desk trong cuộc gọi lạnh cho các số Úc và New Zealand.
Vào năm 2004, PJSC VimpelCom, trong lần đầu tiên đi ra ngoài lãnh thổ của Nga, đã mua lại nhà điều hành di động người Kazakhstan KaR-Tel (tên thương hiệu K-Mobile và Excess).
Beeline đang hoạt động ở Kyrgyzstan và Gruzia.
Năm 2011, Beeline vào Lào với tên VimpelCom Lao, thay thế Tigo trước đây.22% cổ phần vẫn thuộc về chính phủ Lào. Dịch vụ 3G HSPA + bắt đầu vào tháng 1 năm 2012. Đầu số của Beeline Laos là 020-7xxx-xxxx. Beeline Laos 4G LTEBeeline Lào 4G LTE sẽ sớm được ra mắt. Bây giờ nó đang trong giai đoạn thử nghiệm.
Beeline Ukraine (được gọi là Ukrainian RadioSystems (URS) trước tháng 2/2007) là một nhà điều hành di động ở Ukraine với 2,22 triệu thuê bao GSM (tháng 2 năm 2007). Công ty hoạt động dưới thương hiệu Beeline. Năm 2010 Beeline sáp nhập với Kyivstar. Bây giờ tất cả các thuê bao Beeline Ukraine đã trở thành thuê bao Kyivstar. Beeline Ukraine được thành lập vào năm 1995 và Motorola đã mua lại 49% công ty vào năm 1996. URS có được giấy phép GSM-900 vào năm 1997, nhưng Motorola đã từ bỏ liên doanh cùng năm do sự ưu ái của chính phủ đối với một nhà mạng di động khác. Daewoo Hàn Quốc đã nắm quyền sở hữu, không làm gì nhiều để phát triển kinh doanh và bán nó cho một tập đoàn tài chính Ucraina vào năm 2003. Tháng 11 năm 2005, 100% quyền sở hữu của công ty đã được VimpelCom của Nga mua lại với giá 230 triệu đô la. Thỏa thuận được bao quanh bởi một cuộc tranh cãi liên quan đến hai cổ đông lớn của VimpelCom: Alfa Group của Nga và Telenor, một tập đoàn viễn thông Na Uy. Sau khi VimpelCom mua lại, tất cả các dịch vụ của công ty đã được đổi tên thành Beeline, tương tự như tài sản di động lớn của VimpelCom tại Nga. Năm 2010 Beeline Ukraine (URS) đã được sáp nhập với Kyivstar. Bây giờ công ty chỉ hoạt động dưới thương hiệu Kyivstar.
Tháng 7 năm 2009, Beeline hợp tác với Gtel Mobile để trở thành mạng liên doanh quốc tế, mạng viễn thông thứ 7 tại Việt Nam với đầu số 099 và 0199. Tuy nhiên, chỉ sau 3 năm kinh doanh thua lỗ, Beeline rút khỏi liên doanh và ra khỏi thị trường Việt Nam từ năm 2013. Đối tác Gtel Mobile tiếp tục khai thác những cơ sở còn lại tại Việt Nam với thương hiệu GMobile.